# Sungai Raja (Kampar Kiri)
Sungai Raja is een bestuurslaag in het regentschap Kampar van de provincie Riau, Indonesië. Sungai Raja telt 561 inwoners (volkstelling 2010).